# Maddie Ziegler
Madison Nicole "Maddie" Ziegler (n. 30 septembrie 2002) este o actriță, dansatoare și model american. Este cunoscută pentru apariția în numeroase videoclipuri, printre care și „Chandelier”, „Elastic Heart” și „Big Girls Cry” de Sia, dar și pentru apariția în reality show-ul Dance Moms de pe Lifetime.

## Filmografie

### Actorie
| An   | Serial         | Rol       | Note                        |
| ---- | -------------- | --------- | --------------------------- |
| 2012 | Drop Dead Diva | Young Deb | Guest, Episode 'Lady Parts' |
| 2015 | Austin & Ally  | Shelby    | Guest                       |

### Cameo
| An           | Serial                            | Note              |
| ------------ | --------------------------------- | ----------------- |
| 2010         | Live to Dance                     | Episod nedifuzat  |
| 2011–present | Dance Moms                        |                   |
| 2013         | Abby's Ultimate Dance Competition | 2 episoade        |
| 2014         | The Ellen DeGeneres Show          | Episoadele 11-160 |
| 2014         | Jimmy Kimmel Live!                | Episoadele 12-95  |
| 2014         | Dancing with the Stars            | Episoadele 19-4   |
| 2014         | Good Morning America              | Guest, 1 episod   |
| 2015         | Saturday Night Live               | Episoadele 40-11  |
| 2015         | The Ellen DeGeneres Show          | Episoadele 12-93  |
| 2015         | 57th Annual Grammy Awards         |                   |